# Charles-Eusèbe (prince de Liechtenstein)
Charles Eusèbe de Liechtenstein (en allemand: Karl Eusebius von Liechtenstein) (1611-1684) était le deuxième prince de Liechtenstein. 

## Biographie
Fils de Charles Ier et de Anna Maria Šemberová de Boskovice et Černá Hora, il a hérité du titre en 1627 ; mais en raison de son jeune âge (16 ans), ses oncles le Prince d'Empire Maximilien (en) (mort en 1645) et le prince du Saint-Empire Gundakar (mort en 1658) ont assuré la régence, jusqu'en 1632. De 1639 à 1641, il a été capitaine en chef de la Haute et la Basse-Silésie, surnommé « capitaine Carlos ». Il épouse Johanna Beatrix, comtesse de Dietrichstein-Nikolsburg et il est le père de Jean-Adam Ier, Eleonora Maria Rosalia de Liechtenstein et Johanna de Liechtenstein.

## Sources
- Jiří Louda et Michael Maclagan Les dynasties d'Europe, Bordas 1995,  (ISBN 2-04-027115-5).
- Anthony Stokvis, Manuel d'histoire, de généalogie et de chronologie de tous les États du globe, depuis les temps les plus reculés jusqu'à nos jours, préf. H. F. Wijnman, éditions Brill Leyde 1889, réédition, 1966, Volume II, chapitre VI « Généalogie de la maison de Liechtenstein » tableau généalogique no 18.